# Zamia imperialis
Zamia imperialis — вид голонасінних рослин класу Саговникоподібні (Cycadopsida).
Етимологія: цей вид названий через свій величний зріст і царствений вигляд величезних, червоних у молодості, глибоко складчастих листових фрагментів.

## Опис
Кущ або невелике дерево з деревоподібним стеблом до 1+ м у висоту і 22 см у діаметрі, поодинокі, іноді розгалужені біля основи або вершині або обох. Листя 52–257 см довжиною, до 12 в короні, з 2–9 парами листових фрагментів, що спочатку темно-червоні і злегка жовто-повстяні, зрілі глянцеві темно-зелені; ніжка листка 37–164 см завдовжки, від темно-зеленого до майже чорнуватого кольору; листові фрагменти еліптичні, загострені, з полями пилчастими, насамперед, у дистальній третині; верхівкові листові фрагменти довжиною 19–67 см, шириною 6.3–17 см; середні листові фрагменти довжиною 27–75 см, шириною 6.5–21 см; листові фрагменти при основі 25–66 см завдовжки, шириною 5.5–18.5 см. Пилкові шишки довжиною 8.5–19 см, 2–3 см у діаметрі, що ростуть окремо або в групах до трьох або більше, жовтувато-коричнево-повстяні, від конічно-циліндричних до подовжено-конічно-циліндричних. Насіннєві шишки довжиною 21–31 см, діаметр 7–11 см, поодинокі, від циліндричних до циліндрично-кулястих, що спочатку жовто-коричнево-повстяні, зрілими коричневі або сірувато-коричневі, від жовто-коричневих до коричнево-повстяних. Насіння довжиною 1.9–3 см, 1,1–1,9 см в діаметрі, від яйцевидого до кулястого, 370 або більше в шишці, саркотеста яскраво-червона при дозріванні.
Цей вид відрізняється від Z. skinneri, маючи менше листя на рослині, менше листових фрагментів, більших розмірів листові фрагменти, набагато більше відношення черешка до хребетного стовпа, темно-червоне і злегка жовто-повстяне замість яскраво-зеленого і гладкого молодого листя, великі насіннєві шишки з коричневими, а не зеленими мегаспорофілами (луска шишки) і велике насіння.

## Поширення, екологія
Місце проживання: Панама, Провінція Кокле. Дві досліджені популяції на сьогоднішній день дещо відрізняються одна від одної. Одна відбувається при близько 600 м над рівнем моря або більше, а інша перебуває від близько рівня моря до 200 м над рівнем моря. Ці рослини ростуть поруч з потоками, часто на водозбірних площах приток, а іноді й у верхів'ях. Ліси в цих районах є темними і кишать папоротями й пальмами. Ґрунти, як правило, гравій багато перекритий гумусом. Росте підліском у відкритому лісі на суглинках і гумусовому ґрунті й у дуже брудних відкритих вторинних заростях з якоюсь трав'янистою і в основному чагарниковою рослинністю з кількома типами деревовидих.

## Загрози й охорона
Попри те що менша з двох популяцій зустрічається в межах національного парку, вона відкрита для браконьєрства та руйнування. Найбільшу загрозу для цих рослин становлять руйнування середовища проживання, в поєднанні з тим, що аборигени і поселенці вважають ці рослини колючими й рубають їх за допомогою мачете, якщо вони знаходяться на шляху. Це може бути досить часто, оскільки місцеві жителі мають тенденцію перетинати ці потоки у верхів'ях, звідки вони отримують воду для своїх сіл. Руйнування, яке спостерігалося в ході дослідження свідчить про необхідність призначення виду статусу під критичною загрозою зникнення (CR).